# 従化温泉
従化温泉（じゅうかおんせん、簡体字: 从化温泉）は、中国広東省広州市従化区北部の広州－従化断層の北端に位置する温泉。面積14.5平方キロメートル。間を流溪河が通るので、またの名を流溪河温泉とも称する。温泉の水は燕山期の花崗岩の裂け目にあり、流溪河沿いの両岸と谷底で帯状の分布を成し、水温は摂氏30から76度と幅広い。ソーダ温泉であり、ラドン、ナトリウム、カリウム、カルシウム、プロトアクチニウムなどの多種の成分を含む。関節炎と皮膚病、高血圧、神経痛などの疾病に対して治療効果があり、温泉の水は飲むことができる。